# أبعلي (طهران)
أبعلي هي مدينة إيرانية تقع في قسم رودهن من مقاطعة دماوند في محافظة طهران. حسب إحصاءات المركز الرسمي للإحصاءات الإيرانية في 2006 كان يسكن آبسرد 2607 شخص.

## المناخ
يظهر الجدول التالي التغييرات المناخية على مدار السنة لأبعلي:
| البيانات المناخية لـAbali ( 1983-2005 ) | البيانات المناخية لـAbali ( 1983-2005 ) | البيانات المناخية لـAbali ( 1983-2005 ) | البيانات المناخية لـAbali ( 1983-2005 ) | البيانات المناخية لـAbali ( 1983-2005 ) | البيانات المناخية لـAbali ( 1983-2005 ) | البيانات المناخية لـAbali ( 1983-2005 ) | البيانات المناخية لـAbali ( 1983-2005 ) | البيانات المناخية لـAbali ( 1983-2005 ) | البيانات المناخية لـAbali ( 1983-2005 ) | البيانات المناخية لـAbali ( 1983-2005 ) | البيانات المناخية لـAbali ( 1983-2005 ) | البيانات المناخية لـAbali ( 1983-2005 ) | البيانات المناخية لـAbali ( 1983-2005 ) |
| الشهر                                   | يناير                                   | فبراير                                  | مارس                                    | أبريل                                   | مايو                                    | يونيو                                   | يوليو                                   | أغسطس                                   | سبتمبر                                  | أكتوبر                                  | نوفمبر                                  | ديسمبر                                  | المعدل السنوي                           |
| --------------------------------------- | --------------------------------------- | --------------------------------------- | --------------------------------------- | --------------------------------------- | --------------------------------------- | --------------------------------------- | --------------------------------------- | --------------------------------------- | --------------------------------------- | --------------------------------------- | --------------------------------------- | --------------------------------------- | --------------------------------------- |
| الدرجة القصوى °م (°ف)                   | 10.2 (50.4)                             | 11.0 (51.8)                             | 16.2 (61.2)                             | 22.8 (73.0)                             | 25.4 (77.7)                             | 30.5 (86.9)                             | 31.6 (88.9)                             | 32.2 (90.0)                             | 28.0 (82.4)                             | 22.8 (73.0)                             | 15.6 (60.1)                             | 16.2 (61.2)                             | 32.2 (90.0)                             |
| متوسط درجة الحرارة الكبرى °م (°ف)       | 0.3 (32.5)                              | 0.8 (33.4)                              | 4.2 (39.6)                              | 11.3 (52.3)                             | 16.4 (61.5)                             | 22.8 (73.0)                             | 26.1 (79.0)                             | 25.8 (78.4)                             | 21.8 (71.2)                             | 14.5 (58.1)                             | 7.3 (45.1)                              | 2.3 (36.1)                              | 12.8 (55.0)                             |
| متوسط درجة الحرارة الصغرى °م (°ف)       | −7.4 (18.7)                             | −7.1 (19.2)                             | −3.4 (25.9)                             | 2.9 (37.2)                              | 7.3 (45.1)                              | 12.5 (54.5)                             | 15.7 (60.3)                             | 15.3 (59.5)                             | 11.6 (52.9)                             | 5.7 (42.3)                              | 0.0 (32.0)                              | −4.9 (23.2)                             | 4.0 (39.2)                              |
| أدنى درجة حرارة °م (°ف)                 | −19.0 (−2.2)                            | −18.8 (−1.8)                            | −26.6 (−15.9)                           | −9.5 (14.9)                             | −4.6 (23.7)                             | 0.5 (32.9)                              | 6.0 (42.8)                              | 6.0 (42.8)                              | 3.0 (37.4)                              | −3.6 (25.5)                             | −12.0 (10.4)                            | −16.5 (2.3)                             | −26.6 (−15.9)                           |
| الهطول مم (إنش)                         | 63.7 (2.51)                             | 70.7 (2.78)                             | 103.0 (4.06)                            | 63.2 (2.49)                             | 47.2 (1.86)                             | 9.9 (0.39)                              | 11.0 (0.43)                             | 10.5 (0.41)                             | 6.8 (0.27)                              | 22.2 (0.87)                             | 55.5 (2.19)                             | 70.3 (2.77)                             | 534 (21.03)                             |
| متوسط الأيام الممطرة                    | 12.4                                    | 12.6                                    | 14.9                                    | 11.9                                    | 10.9                                    | 3.8                                     | 4.6                                     | 2.2                                     | 2.0                                     | 6.0                                     | 10.5                                    | 12.3                                    | 104.1                                   |
| متوسط الأيام المثلجة                    | 11.9                                    | 11.8                                    | 11.7                                    | 3.4                                     | 0.7                                     | 0                                       | 0                                       | 0                                       | 0                                       | 0.6                                     | 5.9                                     | 11.7                                    | 57.7                                    |
| متوسط الرطوبة النسبية (%)               | 67                                      | 67                                      | 64                                      | 52                                      | 44                                      | 33                                      | 32                                      | 32                                      | 31                                      | 44                                      | 59                                      | 67                                      | 49                                      |
| ساعات سطوع الشمس الشهرية                | 169.1                                   | 164.1                                   | 175.9                                   | 208.3                                   | 270.7                                   | 327.5                                   | 324.7                                   | 336.7                                   | 305.6                                   | 251.3                                   | 174.5                                   | 156.0                                   | 2٬864٫4                                 |
| المصدر:                                 |                                         |                                         |                                         |                                         |                                         |                                         |                                         |                                         |                                         |                                         |                                         |                                         |                                         |